# بيير برابانت
بيير برابانت هو ملحن وعازف بيانو كندي، ولد في 26 أغسطس 1925 في مونتريال في كندا، وتوفي في 28 أغسطس 2014.

## وصلات خارجية
- بيير برابانت على موقع IMDb (الإنجليزية)
- بيير برابانت على موقع ميوزك برينز (الإنجليزية)
- بيير برابانت على موقع ديسكوغز (الإنجليزية)